# Hudo (gmina Novo mesto)
Hudo – wieś w Słowenii, w gminie miejskiej Novo mesto. W 2018 roku liczyła 65 mieszkańców. 